# Заросляк світлоголовий
Заросляк світлоголовий (Atlapetes pallidiceps) — вид горобцеподібних птахів родини Passerellidae. Ендемік Еквадору.

## Опис
Завдовжки птах сягає 16 см. Верхня частина тіла блідо-коричнево-сіра. У дорослих самців голова майже біла, у самиць і молодих птахів голова тьмяніша, з охристими смугами на тімені та за очима. Нижня частина тіла біла.

## Поширення і екологія
Світлоголовий заросляк мешкає в долині річки Хубонес, у провінціях Асуай і Лоха на півдні Еквадору. Живе в заростях сухих тропічних чагарників і американських бамбуків роду Chusquea на висоті 1650—1950 м над землею.

## Поведінка
Під час сезону дощів птахи харчуються безхребетними, фруктами і квітами, в інші сезони їдять різноманітні фрукти, ягоди та насіння. Шукає їжу парами, на кущах на висоті до 2 м над землею. Сезон розмноження триває з лютого по травень.

## Збереження
МСОП вважає цей вид таким, що перебуває під загрозою зникнення. З 1969 по 1998 рік дослідники не спостерігали в природі світлоголових заросляків. Популяція птахів нараховує 160—226 дорослих особин (приблизно 240—340 птахів загалом). Більша частина популяції мешкає на території площею 1 км², у межах національного парку Юнгілла. Великою загрозою є гніздовий паразитизм з боку синіх вашерів (Molothrus bonariensis) і лісові пожежі. Уряд Еквадору і природоохороні організації прикладають зусилля для відновлення популяції світлоголових заросляків. На даний момент популяція збільшується.